# ZAP

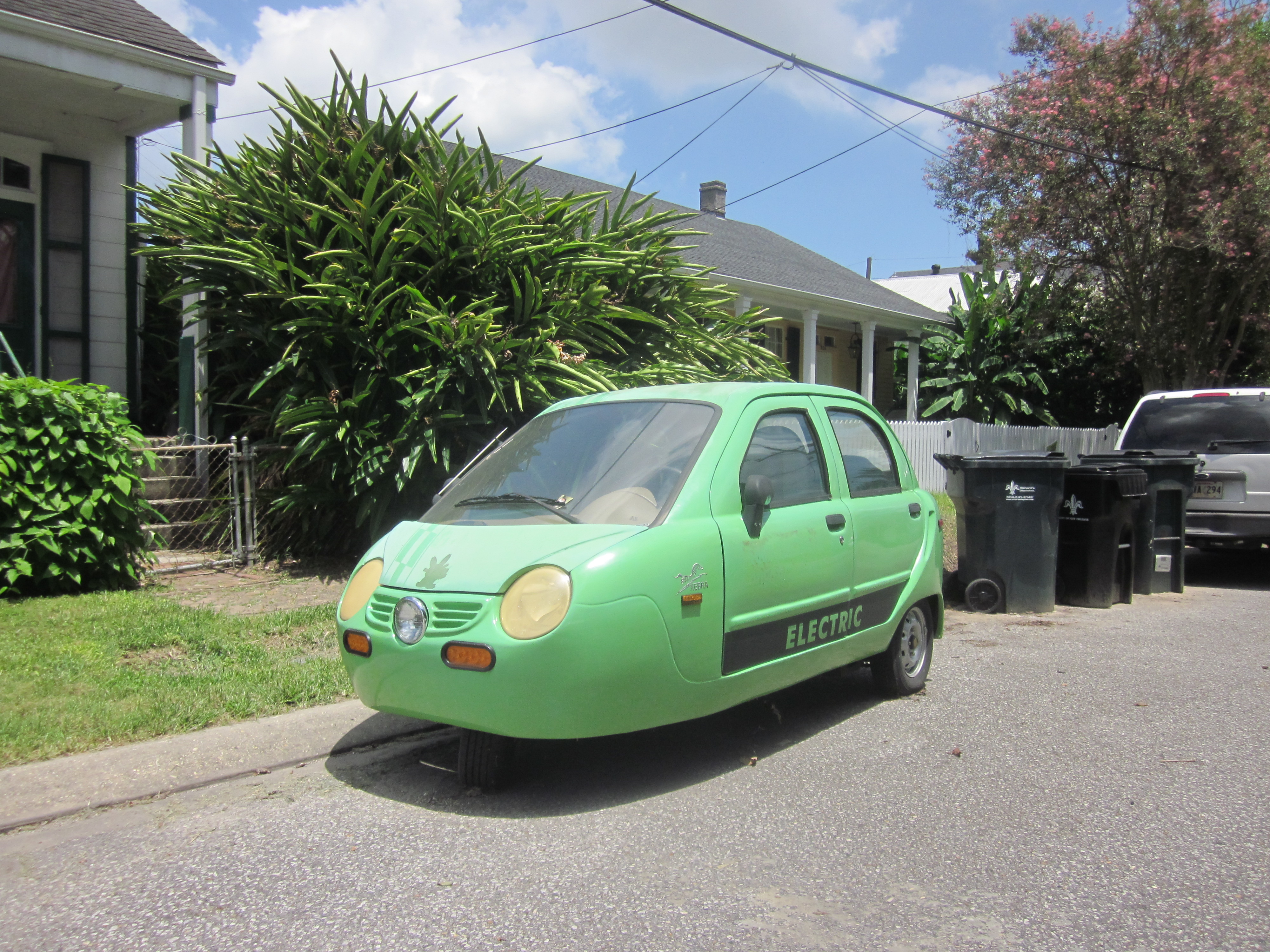
ZAP Xebra

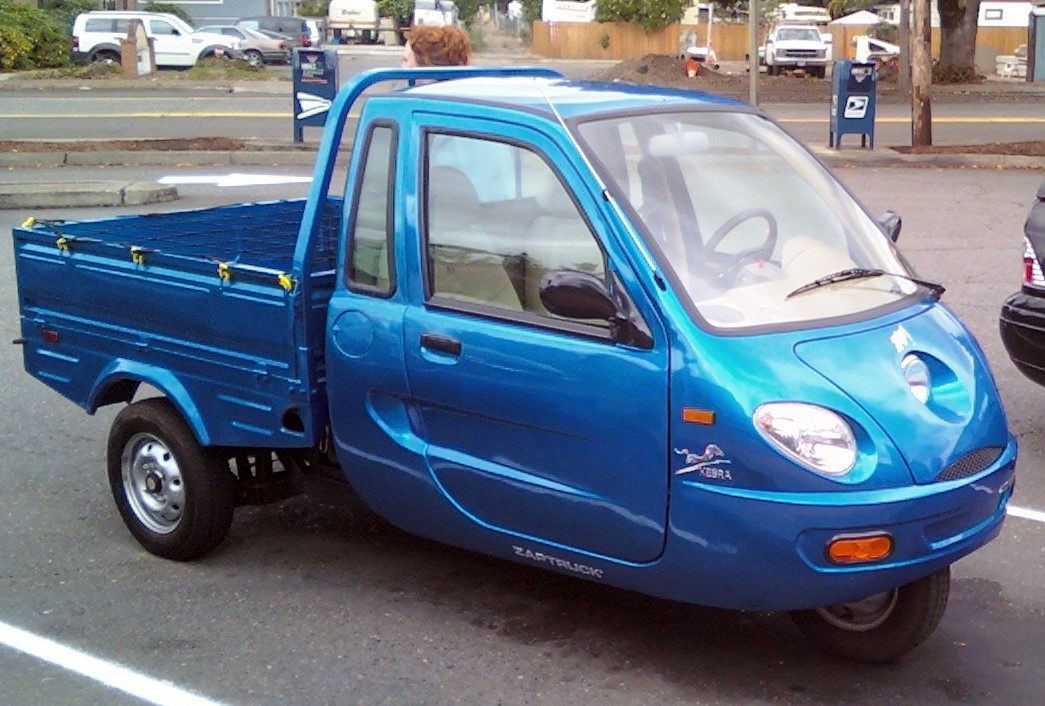
ZAP Xebra Truck

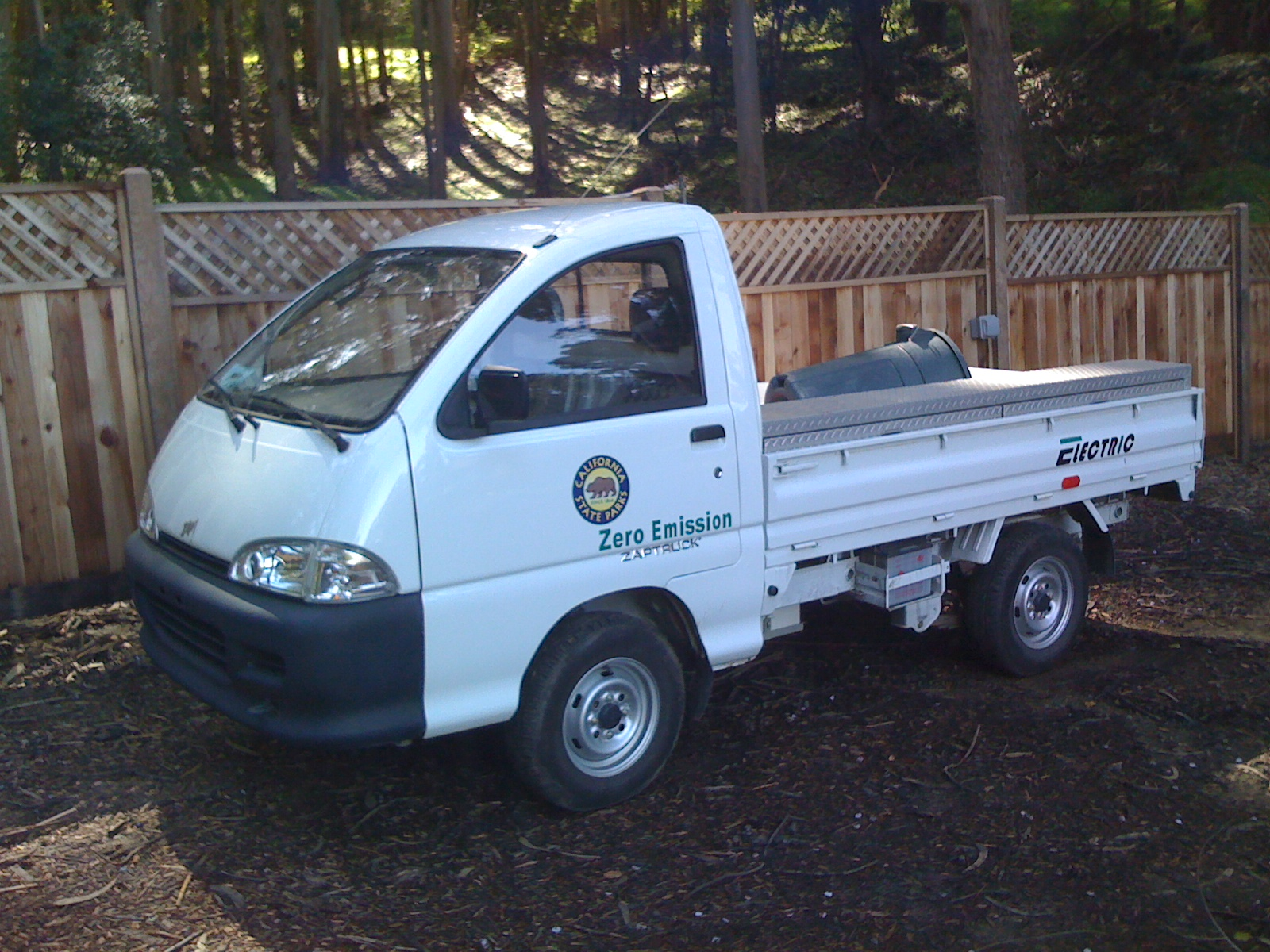
ZAP Truck XL

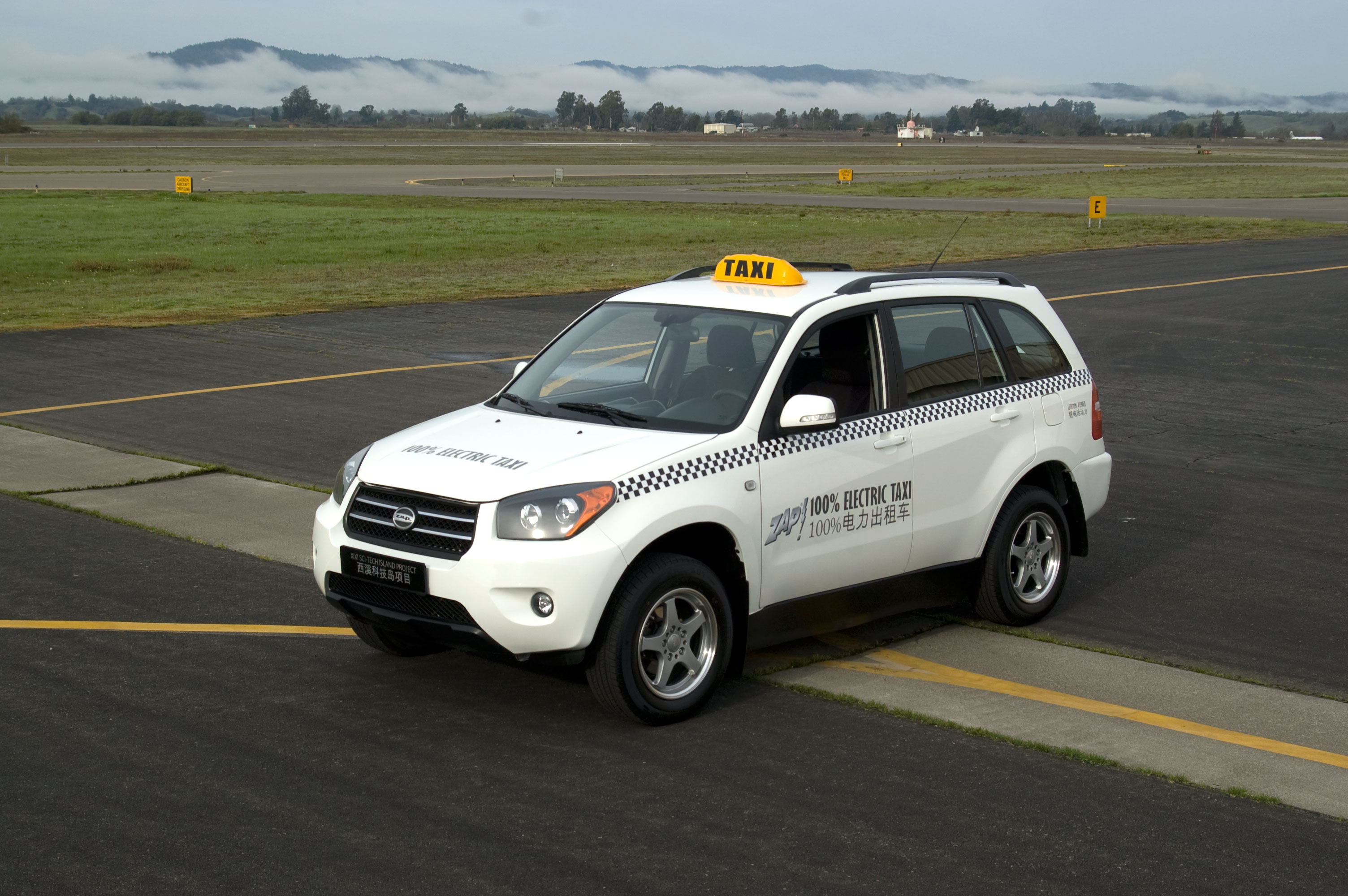
ZAP Electric Taxi

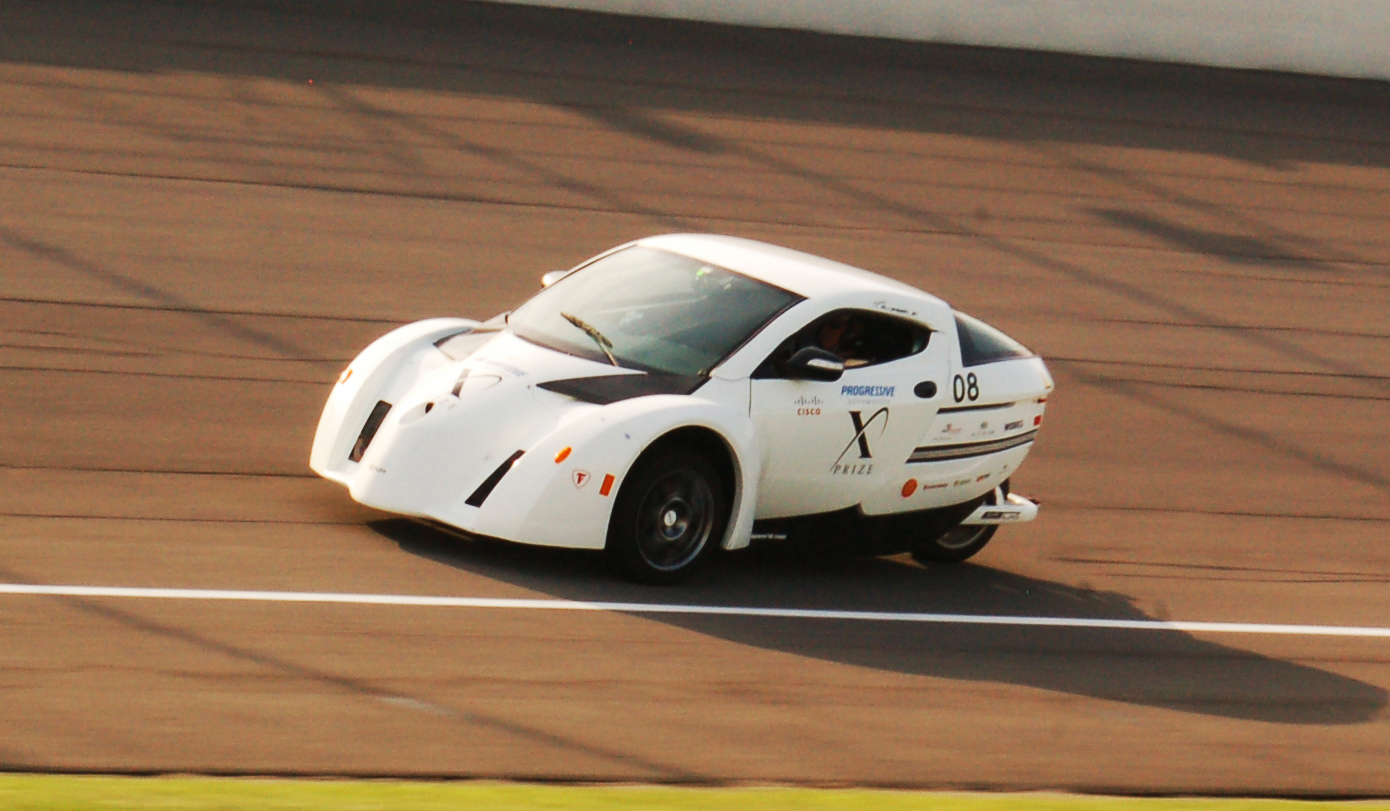
ZAP Alias

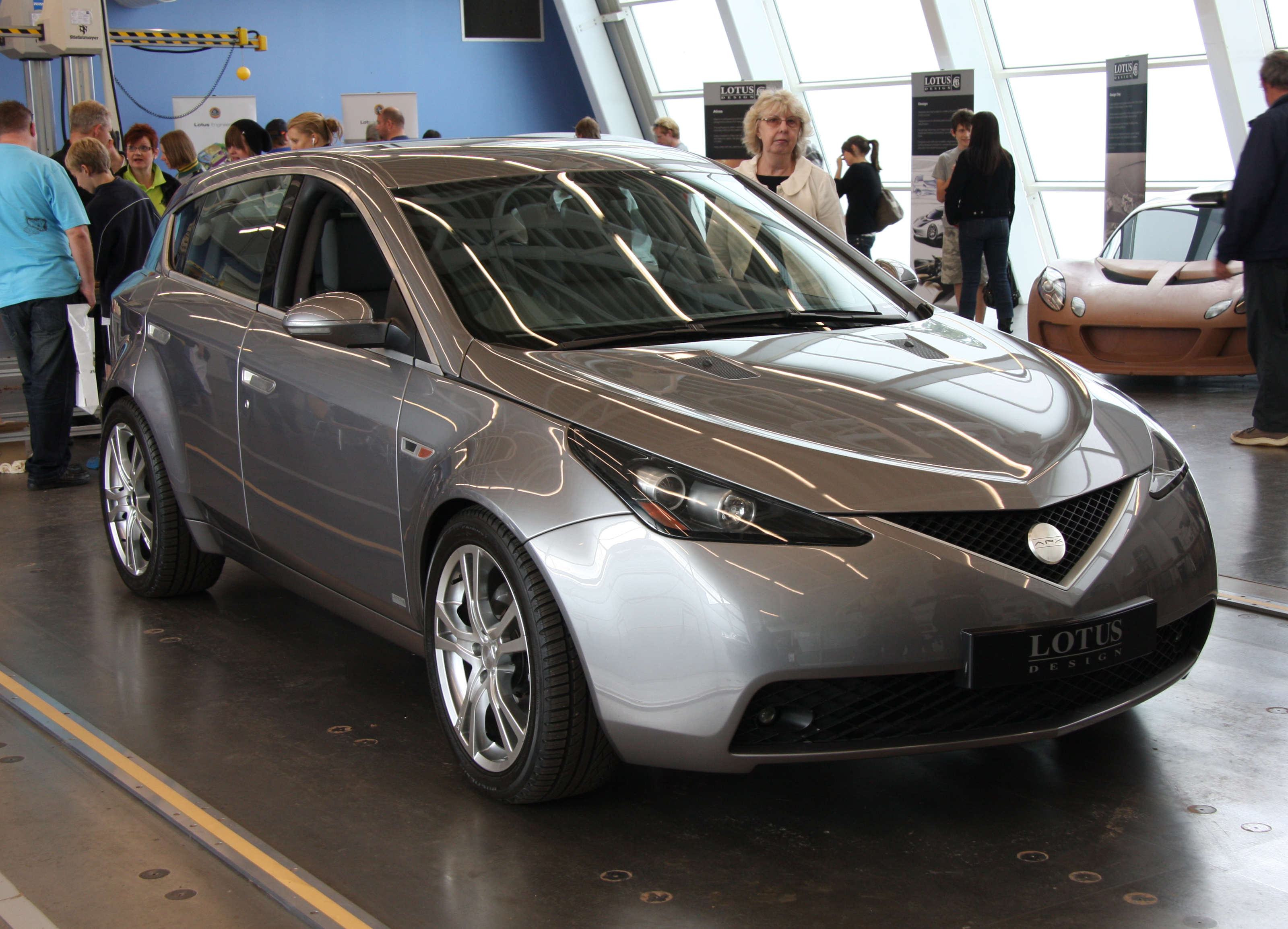
ZAP X

ZAP – amerykański producent elektrycznych rowerów, samochodów osobowych i dostawczych z siedzibą w Santa Rosa działający w latach 1994–2017.

## Historia

### Początki
Przedsiębiorstwo ZAP Power Systems zostało założone w 1994 roku przez Jima McGreena i Gary'ego Starra  w amerykańskim mieście Sebastopol w Kalifornii. Początkowo firma specjalizowała się w elektrycznych rowerach, by następnie rozszerzyć zakres swojej działalności także o skutery. W 1997 roku przedsiębiorstwo stale rozwijające zakres swoich usług na polu elektrycznych rowerów uzyskało pierwszego dużego klienta poza Stanami Zjednoczonymi, podpisując umowę na dostarczenie floty elektrycznych rowerów do chińskiego Szanghaju we współpracy z tamtejszym lokalnym partnerem.
Pod koniec lat 90. XX wieku ZAP nawiązał liczne współprace na polu wymiany technologicznej z innymi amerykańskimi przedsiębiorstwami, z kolei w pierwszych latach XXI wieku poszerzyło swoje portfolio o nowe odmiany pojazdów jak m.in. skutery wodne. 

### Samochody
W 2006 roku firma zaprezentowała model samochodu ZAP Xebra będący efektem współpracy z niewielkim chińskim przedsiębiorstwem Shandong Jindalu Vehicle specjalizującym się w produkcji trójkołowych elektrycznych samochodów. Pięciodrzwiowy hatchback importowany był z chińskiej fabryki partnera i sprzedawany na terenie wybranych stanów USA za kwotę 12 tysięcy dolarów. Przez kolejne 3 lata ZAP był w stanie sprzedać ok. 700 sztuk pojazdów na terenie całego kraju. Rok przed zakończeniem produkcji, w 2008 roku, firma była zmuszona zorganizować akcję przywoławczą z powodu usterki układu hamulcowego, która powróciła w 2012 roku. Rok później amerykańska agencja bezpieczeństwa drogowego NHTSA nakazała firmie ZAP odkupienie wszystkich modeli Xebr i zniszczenie ich, uznając pojazdy za stwarzające niebezpieczeństwo na drogach.
W 2007 roku w oparciu o japońską niewielką furgonetkę Daihatsu Zebra zbudowano elektryczny model Truck XL, który trafił do użytku m.in. w amerykańskiej armii. W tym samym roku ZAP nawiązał współpracę z brytyjskim Lotus Cars, kooperując na polu ostatecznie niezrealizowanego projektu trójkołowego hybrydowego samochodu sportowego ZAP Alias. W 2008 roku z kolei ZAP ogłosił plan wdrożenia do seryjnej produkcji prototypu Lotus APX w postaci samochodu w pełni elektrycznego, który również nie doczekał się realizacji.
W 2009 roku ZAP przedstawił niewielką elektryczną furgonetkę Shuttle Van powstałą w kooperacji z chińskim Wulingiem. W styczniu 2011 roku ZAP kupił większościowy pakiet akcji w niewielkim przedsiębiorstwie Jonway Automobile. To na podstawie modelu tej firmy, niewielkiego SUV-a Jonway Ufo, opracowany został ostatni, niezrealizowany projekt elektrycznej taksówki marki ZAP w postaci modelu Electric Taxi.

### Kontrowersje i likwidacja
W sierpniu 2008 roku ZAP ogłosił plany budowy fabryki samochodów elektrycznych w miasteczku Franklin w stanie Kentucky, która miała stworzyć 4 tysiące nowych miejsc pracy. Plany te nie doszły do skutku z powodu kryzysu finansowego, a sprawa niedoszłej budowy fabryki wywołała falę krytyki wobec władz stanu Kentucky , które wypłaciły dotację dla ZAP, choć te nie zrealizowało swoich planów. Kontrowersje wywołał też niezrealizowany projekt elektrycznego crossovera ZAP X mającego powstać jako rozwinięcie prototypu Lotusa - magazyn Wired opisał zjawisko intensywnej fali inwestycji w ZAP po ambitnych założeniach w sprawie jej planowanego pojazdu, zarzucając firmie inwestycyjne oszustwo.
ZAP w drugiej dekadzie XXI wieku po niezrealizowanych projektach pojazdów mających powstać dzięki współpracy z Lotusem i Jonway Automobile wygasił swoją działalność, nie podejmując się żadnych dalszych działań na polu rozwoju. Ostatnie zgłoszenie do kalifornijskiego rejestru podmiotów gospodarczych miało miejsce w 2016 roku, po czym firma zniknęła z baz, a także nie przedłużyła swojej domeny internetowej.

## Modele samochodów

### Historyczne
- Xebra (2006–2009)
- Alias (2007–2010)

### Studyjne
- ZAP Truck XL (2008)
- ZAP Shuttle Van (2008)
- ZAP X (2008)
- ZAP Dude ATV (2010)
- ZAP Electric Taxi (2010)